# Insper
O Insper é uma instituição de ensino superior brasileira sem fins lucrativos que atua nas áreas de negócios, economia, direito, engenharia mecânica, engenharia mecatrônica, engenharia da computação, engenharia de produção e ciência da computação. Está localizada em São Paulo (capital).

## História

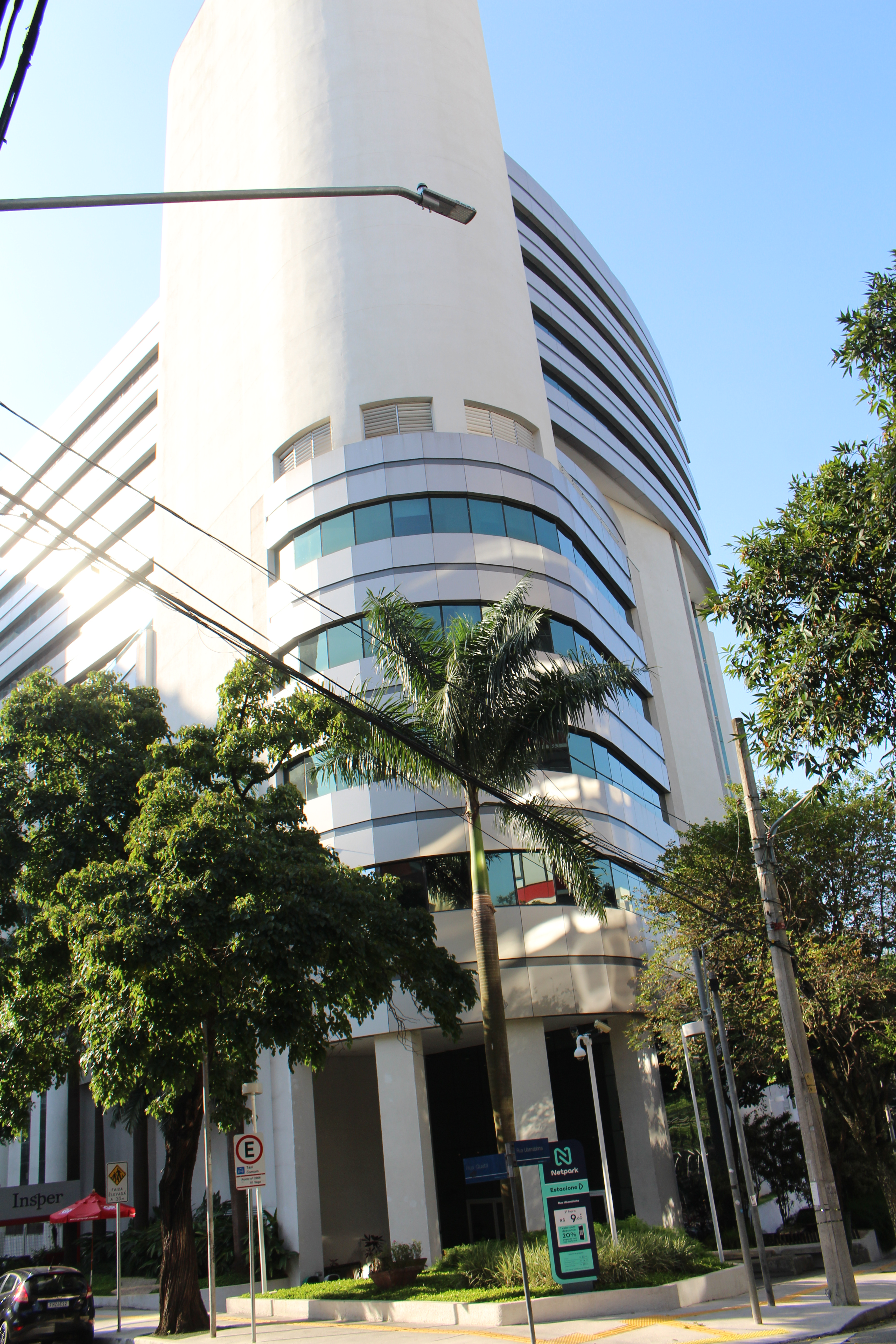
Prédio-sede do Insper ("Prédio Claudio Haddad", localizado na Rua Quatá - 300).

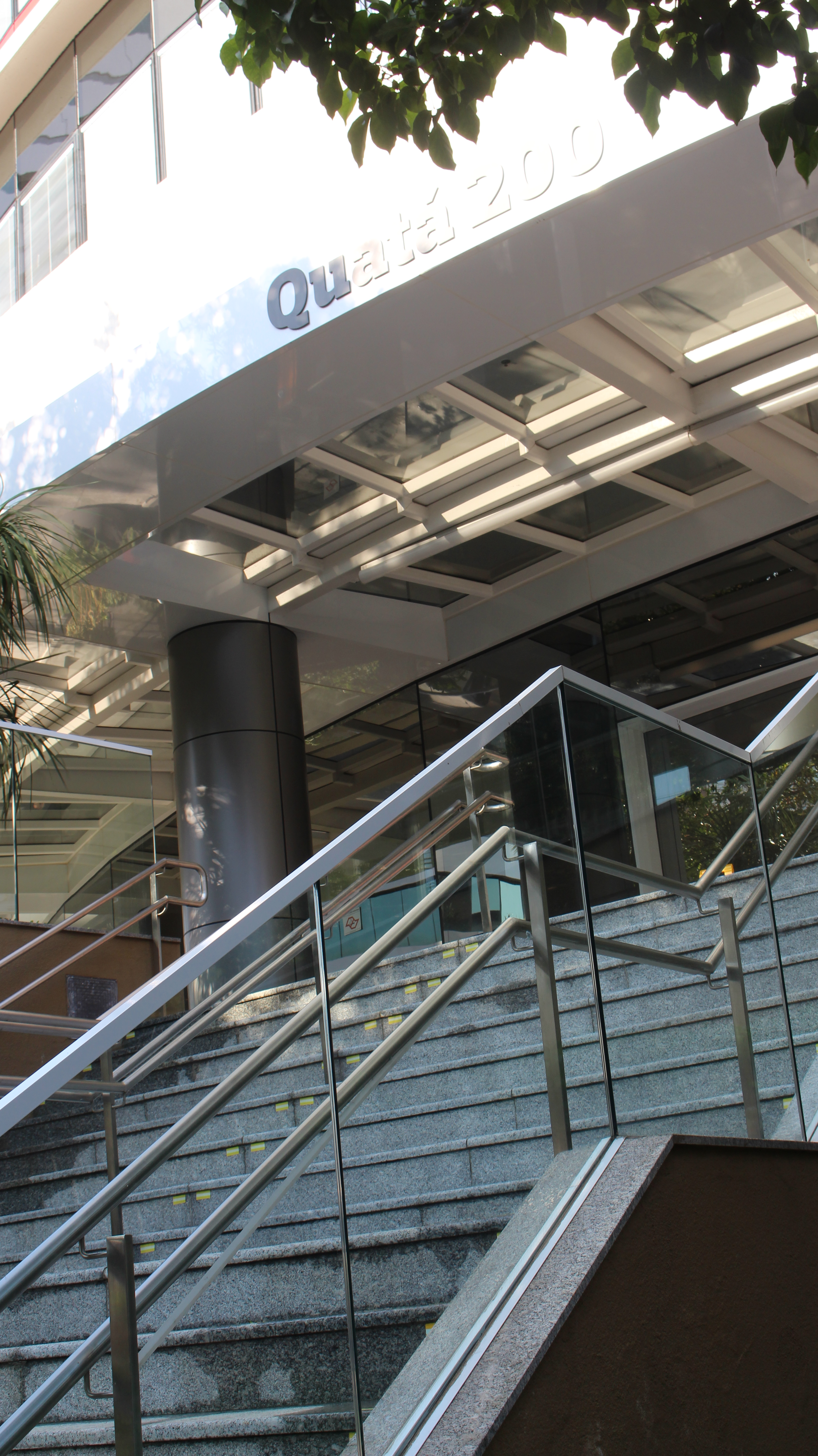
Novo prédio do Insper inaugurado em 2019 ("Prédio Quatá 200", localizado na Rua Quatá - 200).

O Insper atual derivou inicialmente do Instituto Brasileiro de Mercado de Capitais (IBMEC), entidade sem fins lucrativos criada para produzir pesquisas nessa área, localizada no Rio de Janeiro. Em 1987, iniciou suas operações em São Paulo, situando-se na esquina das avenidas Paulista e Brig. Luís Antônio.
Inicialmente, a instituição contava apenas com o MBA em Finanças, mas ao longo do tempo desenvolveu novos programas, como o MBA Executivo, em 1998; e o programa lato sensu em direito, o LL.M. Master em Laws, com ênfase em negócios, em 1999. Com o crescimento, a escola exigiu um espaço maior, alugando assim um edifício de 12 andares no bairro do Paraíso.
Em 1999, são lançados os cursos de graduação em Administração e Economia, com currículo analítico e tempo integral. Em 2002, a primeira turma do curso de graduação da unidade de São Paulo é formada. Nesse mesmo ano, os cursos de Administração e Economia conquistam o conceito "A" na avaliação do MEC, no “Provão”, obtêm o terceiro lugar no país e o primeiro na Grande São Paulo.
Em outubro de 2003, Claudio Haddad e seus sócios Jorge Paulo Lemann, Marcel Herrmann Telles e Carlos Alberto da Veiga Sicupira se tornaram os controladores exclusivos da instituição, ao adquirirem a participação dos demais sócios.
Já em 2004, a filial de São Paulo é doada ao Instituto Veris, uma entidade sem fins lucrativos. Com isso, tornou-se uma instituição independente das outras filiais.
Em 2005, iniciou-se o planejamento de mudança para o novo campus, na Avenida Hélio Pellegrino, no bairro de Vila Olímpia, e em janeiro de 2006 o campus é inaugurado.
A partir de 2009, a instituição passou a se chamar Insper. A substituição do nome se deu para diferenciação de outras homônimas sediadas no Rio de Janeiro, Belo Horizonte e Brasília, e outras instituições independentes que faziam com que o nome gerasse dúvidas na mídia e entre o público dessas instituições.
Em 2010, o Insper recebeu a certificação da AACSB International [en] – The Association to Advance Collegiate Schools of Business, entidade de certificação de escolas de negócios do mundo.
Em 2015, o Insper anunciou que o economista Marcos Lisboa assumiria a presidência da instituição. Com a mudança, Claudio Haddad passou a se dedicar exclusivamente ao posto de presidente do Conselho Deliberativo e da Assembleia de Associados.
Em 2017 e 2018, o Insper foi reconhecido pelo jornal britânico Financial Times como uma das melhores escolas de negócios do mundo.

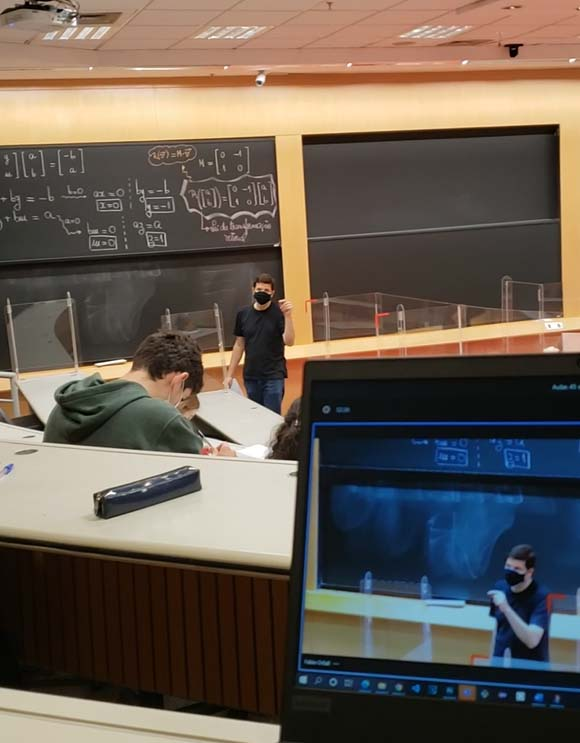
Professor do Insper durante aula com transmissão simultânea para alunos que estão no formato remoto.

No dia 12 de março de 2020, o Insper foi a primeira universidade privada brasileira a suspender suas atividades devido a pandemia de COVID-19. Durante a semana de suspensão das atividades, o Insper adaptou seus cursos para o modelo remoto. A instituição tomou essa decisão com base nas informações e dados nacionais e internacionais acerca da proliferação do vírus ao redor do mundo. Durante os primeiros meses da pandemia, o Insper produziu e distribuiu, gratuitamente, cerca de 22 mil unidades de Face Shields para profissionais de saúde que atuam em UTIs nos hospitais brasileiros. O equipamento de proteção individual foi desenvolvido e produzido inteiramente dentro dos laboratórios da instituição com impressões de peças em impressoras 3D. Em setembro de 2020, com a diminuição de casos e novas diretrizes governamentais, foram retomadas parcialmente as atividades presenciais no Insper, para os alunos que o desejassem. Em março de 2021, todas as atividades do Insper retornaram ao modelo remoto, devido a forte evolução de casos de COVID-19 no Brasil e entrada da cidade de São Paulo na fase vermelha. Em agosto de 2021, o Insper retomou parcialmente as atividades presenciais, após liberação pelo Governo do Estado de São Paulo de 60% da capacidade dos espaços no ensino superior. No dia 12 de janeiro de 2022, o Insper informou seus alunos que a instituição retornaria totalmente ao modelo presencial.
Em março de 2022, o Insper anunciou o lançamento do seu Centro de Ciência de Dados e IA. O novo centro visa fomentar pesquisas, catalogação e análises de dados sensíveis para a produção de conteúdo e conhecimento científico.
Em setembro de 2022, o Insper anunciou o lançamento da sua aceleradora de startups "Foks". A intenção da aceleradora é auxiliar as startups dos alunos e alumni do Insper a expandir sua escalabilidade, estruturar melhor seus produtos e processos, além de conectar os empreendedores com potenciais investidores para o negócio.
No dia 7 de outubro de 2022, o Comitê Executivo do Insper anunciou que Marcos Lisboa deixaria a presidência da instituição após 10 anos à frente das operações da universidade. Apesar do anúncio, Marcos permanecerá na presidência até que seu sucessor seja indicado e o processo de sucessão seja concluído. A notícia repercutiu na mídia.
No dia 15 de fevereiro de 2023 o Conselho Deliberativo do Insper anunciou o físico e ex-reitor da Unicamp, Marcelo Knobel, como o novo presidente da Instituição. O novo presidente assumiu o cargo integralmente no dia 1º de março de 2023 e pretende desenvolver dentro da instituição áreas voltadas à internacionalização, tecnologia, programa de bolsas, ciência e sustentabilidade, além do aprimoramento nos modelos de ensino e pesquisa adotados pelo Insper.
No dia 31 de maio de 2023 o Conselho Deliberativo do Insper anunciou que Guilherme Martins, até então Diretor da Graduação, havia assumido a presidência da instituição no lugar de Marcelo Knobel, o qual havia tomado posse 3 meses antes. Segundo o e-mail divulgado pelo Conselho Deliberativo, a saída de Marcelo se deu por "diferenças quanto à priorização de alguns objetivos estratégicos" e a interrupção do contrato foi feita de comum acordo por ambas as partes. Além disso, Marcelo Orticelli foi anunciado como o vice-presidente da instituição.
Em 2023, os cursos de Engenharia do Insper receberam a acreditação internacional da ABET (The Accreditation Board for Engineering and Technology), tornando-se a primeira instituição de ensino superior privada brasileira a possuir as acreditações Triple Crown e ABET.
Em 2024, os programas de Educação Executiva do Insper foram eleitos pelo Financial Times como um dos melhores do mundo. No ranking de 2024, o Insper alcançou a 31ª colocação mundial em programas abertos e 51ª colocação em programas customizados.
No dia 30 de agosto de 2024, o Insper nomeou o seu prédio-sede localizado na R. Quatá, 300, para "Prédio Claudio Haddad". A nomeação do prédio deu-se como uma forma de homenagem ao legado do fundador da instituição, Claudio Haddad, o qual estava presente no momento em que anunciaram a surpresa.

## Novos cursos
Em 2014, o Ministério da Educação (MEC) aprovou novos cursos de engenharia do Insper. Desde o começo de 2015, a instituição também oferece graduação em Engenharia Mecânica, Engenharia Mecatrônica e Engenharia da Computação. Ainda em 2015, o portfólio de cursos também recebeu o doutorado em Economia dos Negócios.
Em 2020, o Ministério da Educação (MEC) aprovou o novo curso de graduação em Direito do Insper. Desde o começo de 2021 a instituição passou a oferecer essa graduação. Apesar de autorizado a oferecer 150 vagas, o Insper optou por iniciar sua primeira turma com 50 vagas no vestibular.
Em 2021, o Ministério da Educação (MEC) aprovou o novo curso de Ciência da Computação do Insper. O início das aulas da primeira turma estão previstas para março de 2022. Apesar de autorizado a oferecer 100 vagas, o Insper optou por iniciar sua primeira turma com 30 vagas no vestibular.
Em 2024, o Insper anunciou o lançamento do seu Doutorado Profissional em Administração (DPA). O programa surge combinando pesquisa acadêmica com aplicações práticas em desafios complexos de organizações privadas e públicas.
Em 2025, o Ministério da Educação (MEC) aprovou o novo curso de graduação em Engenharia de Produção do Insper. O início das aulas da primeira turma está previsto para 2026.

## Residencial para Bolsistas
Em agosto de 2017, o Insper inaugurou a Toca da Raposa (em homenagem à mascote da instituição), conhecido por ser o primeiro alojamento para alunos bolsistas construído por uma universidade privada no Brasil. O prédio, localizado na Vila Olímpia (a cerca de 600 metros do Insper), foi doado pela Fundação Brava e possui capacidade para receber mais de 50 alunos bolsistas integrais que moram fora da região metropolitana de São Paulo.

## Expansão

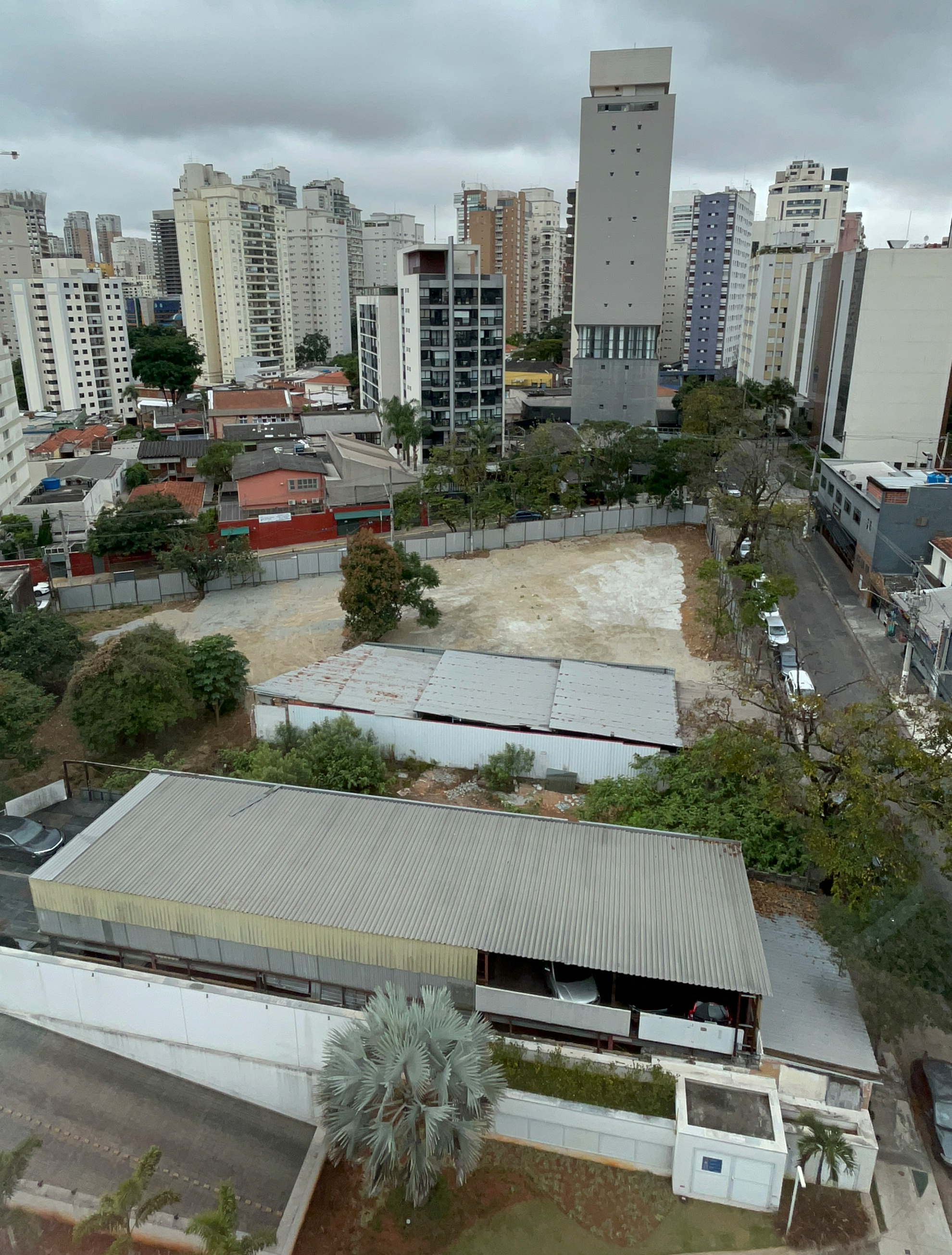
Terreno em que será construído o próximo prédio do Insper.

Em 2019, o Insper inaugurou seu novo campus, conhecido por sua comunidade como "Prédio 2" (R. Quatá, 200), localizado ao lado do Prédio Claudio Haddad (R. Quatá, 300). O novo prédio possui 6 andares e 15 mil metros quadrados, 15 salas de aula (das quais 14 possuem tecnologia que permite às salas ampliação ou adaptação, de acordo com a demanda, atividade e quantidade de alunos, além de possibilidade de gravação, videoconferência e transmissão de aulas) e 8 laboratórios.
Em 2021, o Presidente do Insper, Marcos Lisboa, confirmou por meio de uma live com familiares de alunos que a instituição deu início ao planejamento da expansão física dos seus prédios por meio da compra de terrenos na Vila Olímpia. Como a construção de um novo prédio demoraria alguns anos, em novembro de 2023, o Comitê Executivo do Insper anunciou a locação de um prédio na R. Quatá, 67, para suportar o crescimento da instituição.

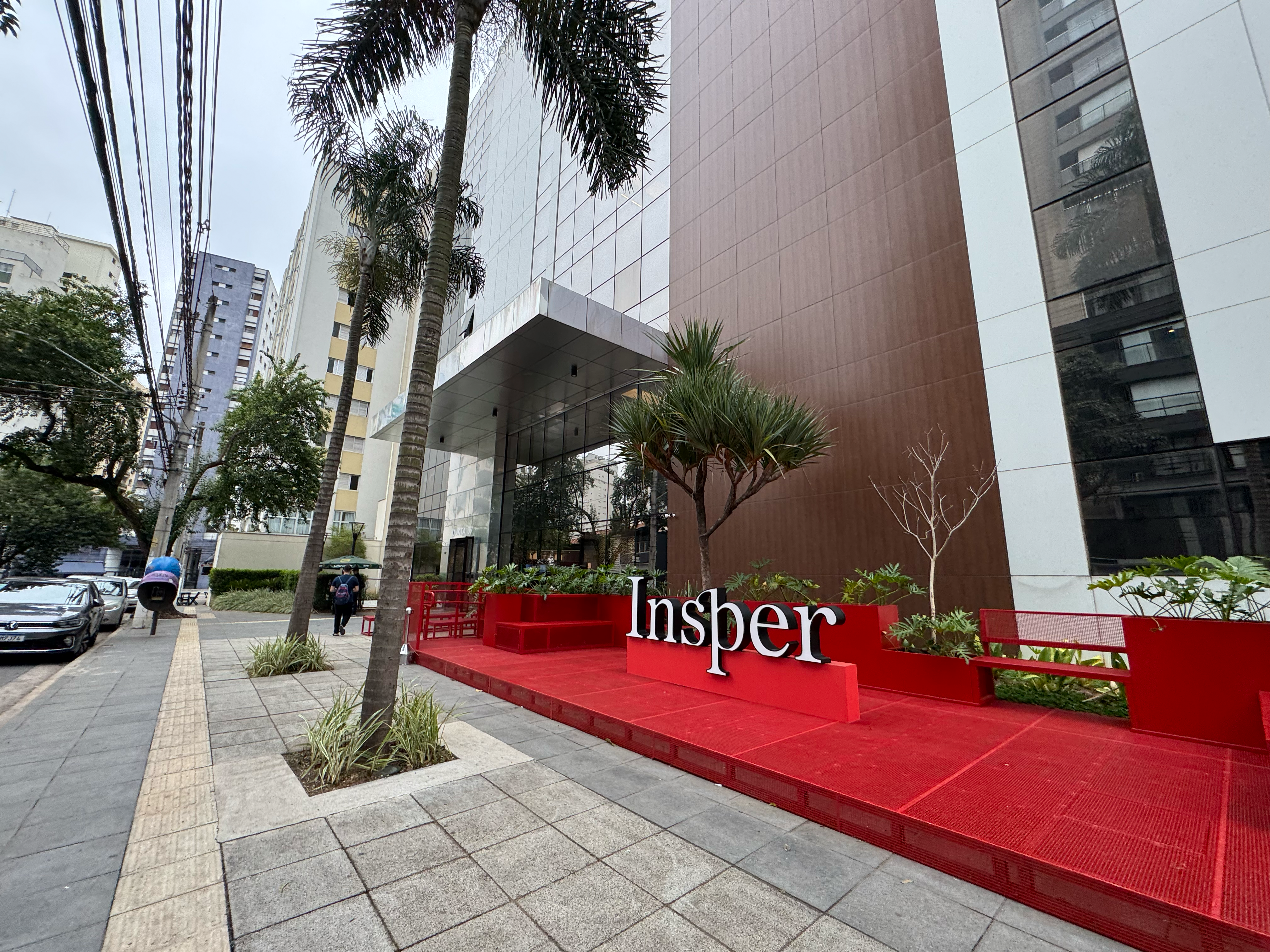
Novo prédio do Insper inaugurado em 2024 ("Prédio Quatá 67", localizado na Rua Quatá - 67).

Entre os meses de janeiro e agosto de 2024, o Insper reformou toda a parte interior e exterior do prédio para, no dia 5 de agosto do mesmo ano, inaugurar o "Quatá 67". A nova instalação possui 6 andares, os quais possuem salas de aula, salas de estudo em grupo e individual, centros de estudo e pesquisa, ambientes de convivência, restaurante e lanchonetes.